# DE1型电力机车
DE1型电力机车（烏克蘭語：ДЭ1）是乌克兰铁路的干线货运电力机车车型之一，由乌克兰第聂伯彼得罗夫斯克电力机车制造厂（ДЭВЗ）设计制造，适用于供电制式为3000伏直流电的电气化铁路。
1990年代初，为了替换日渐老化的VL8型电力机车，第聂伯彼得罗夫斯克电力机车制造厂研制了DE1型电力机车。DE1型电力机车为双节八轴干线货运电力机车，由两节完全相同的四轴机车连接而成；机车主电路与斯柯达制造的ChS7型电力机车相似，采用变阻器调压；机车同时设有电阻制动和再生制动。

## 参看
- VL10型电力机车
- ChS4型电力机车
- VL40U型电力机车
- DS3型电力机车